# Giorgio Cusatelli
Giorgio Cusatelli (Parma, 10 gennaio 1930 – Parma, 24 dicembre 2007) è stato un germanista, traduttore e curatore editoriale italiano.

## Biografia
Laureato all’Università Statale di Milano con Mario Fubini, fu assunto dalla Garzanti dove, come direttore editoriale, promosse e coordinò importanti collane come quella dei Grandi Dizionari delle lingue straniere o la serie delle "Garzantine". Lasciata la Garzanti insegnò Lingua e Letteratura tedesca alle Università degli Studi di Messina, Cagliari e Pavia. All'insegnamento affiancò l'attività di traduttore di autori quali Goethe e Thomas Mann e di "tifoso" della letteratura per l'infanzia "sia a livello di produzione personale che a livello di organizzazione accademica" .

## Opere principali
- Le carte tedesche, Manduria, Lacaita, 1974
- Da Edipo alle nostre nonne: breve storia dell'enigmistica (con Italo Sordi), Milano, Garzanti, 1975
- Ucci, ucci: piccolo manuale di gastronomia fiabesca, Milano, Emme, 1983 (ristampa Mondadori, 1994)
- Hermann Hesse (con Heiner Hesse), Pordenone, Studio tesi, 1991